# Anasztaszija Szergejevna Pavljucsenkova
Anasztaszija Szergejevna Pavljucsenkova (oroszul: Анастасия Сергеевна Павлюченкова; Szamara, 1991. július 3. –) orosz hivatásos teniszezőnő, vegyes párosban olimpiai bajnok, nyolcszoros junior Grand Slam-tornagyőztes.
2005 decemberében lett profi játékos. Juniorként egyéniben háromszoros, párosban ötszörös Grand Slam-győztesnek vallhatja magát: egyéniben 2006-ban az Australian Openen és a US Openen, 2007-ben pedig szintén az Australian Openen tudott nyerni. Párosban is győzött 2006-ban az Australian Openen, emellett a Roland Garroson és Wimbledonban is sikerült diadalmaskodnia, ezt követően 2007-ben Wimbledonban megvédte címét és 2008-ban újrázott az Australian Openen. Partnerei sorrendben Sharon Fichman (kétszer), Alisza Klejbanova, Urszula Radwańska és Kszenyija Likina voltak. 2006-ban a kombinált junior világranglista élén állt.
A felnőttek mezőnyében Grand Slam-tornákon a legkiemelkedőbb eredményét egyéniben a 2021-es Roland Garroson érte el, ahol a döntőbe jutott. Párosban bejutott mind a négy Grand Slam-tornán a negyeddöntőbe: 2013-ban az Australian Openen és a Roland Garroson, 2014-ben Wimbledonban, 2015-ben és 2018-ban a US Openen, valamint 2021-ben a Roland Garroson. A 2020-as tokiói olimpián vegyes párosban aranyérmet szerzett.
Egyéniben 12, párosban hat WTA-tornán győzött, emellett egyéniben öt, párosban nyolc ITF-tornán végzett az első helyen. Első egyéni győzelmét 2010-ben aratta Monterrey-ben. Az egyéni világranglistán a legjobb helyezése a 11. hely, amelyre 2021. november 8-án került, párosban a 21. helyet 2013. szeptemberben érte el.
Edzője saját bátyja, Alekszandr Pavljucsenkov.

## Junior Grand Slam döntői

### Egyéni

#### Győzelmek (3)
| Év   | Bajnokság       | Borítás | Ellenfél           | Eredmény       |
| ---- | --------------- | ------- | ------------------ | -------------- |
| 2006 | Australian Open | Kemény  | Caroline Wozniacki | 1–6, 6–2, 6–3  |
| 2006 | US Open         | Kemény  | Tamira Paszek      | 3-6, 6-4, 7-5  |
| 2007 | Australian Open | Kemény  | Madison Brengle    | 7–6(6), 7–6(3) |

#### Elveszített döntői (1)
| Év   | Bajnokság     | Borítás | Ellenfél            | Eredmény |
| ---- | ------------- | ------- | ------------------- | -------- |
| 2006 | Roland Garros | Salak   | Agnieszka Radwańska | 4–6, 1–6 |

### Páros

#### Győzelmek (5)
| Év   | Bajnokság       | Borítás | Partner           | Ellenfél                                  | Eredmény         |
| ---- | --------------- | ------- | ----------------- | ----------------------------------------- | ---------------- |
| 2006 | Australian Open | Kemény  | Sharon Fichman    | Alizé Cornet Corinna Dentoni              | 6–2, 6–2         |
| 2006 | Roland Garros   | Salak   | Sharon Fichman    | Agnieszka Radwańska Caroline Wozniacki    | 6–7(4), 6–2, 6–1 |
| 2006 | Wimbledon       | Fű      | Alisza Klejbanova | Hrisztina Antonyijcsuk Alexandra Dulgheru | 6–1, 6–2         |
| 2007 | Wimbledon       | Fű      | Urszula Radwańska | Doi Miszaki Nara Kurumi                   | 6-4, 2-6, [10-7] |
| 2008 | Australian Open | Kemény  | Kszenyija Likina  | Elena Bogdan Doi Miszaki                  | 6–0, 6–4         |

#### Elveszített döntői (1)
| Év   | Bajnokság | Borítás | Partner        | Ellenfél                              | Eredmény |
| ---- | --------- | ------- | -------------- | ------------------------------------- | -------- |
| 2006 | US Open   | Kemény  | Sharon Fichman | Mihaela Buzărnescu Ioana Raluca Olaru | 7-5, 6-2 |

## Grand Slam döntői

### Egyéni

#### Elveszített döntői (1)
| Év   | Bajnokság     | Borítás | Ellenfél           | Eredmény      |
| ---- | ------------- | ------- | ------------------ | ------------- |
| 2021 | Roland Garros | Salak   | Barbora Krejčíková | 1–6, 6–2, 4–6 |

## WTA-döntői

### Egyéni

#### Győzelmei (12)
| Összesítés           |                        |
| Grand Slam-torna (0) |                        |
| Tier I (0)           | Premier Mandatory* (0) |
| Tier II (0)          | Premier Five* (0)      |
| Tier III (0)         | Premier* (2)           |
| Tier IV (0)          | International* (10)    |
| Tier V (0)           | Challenger* (0)        |

* 2009-től megváltozott a tornák rendszere. Challenger tornákat 2012-től rendeznek.
 Az egymás mellett azonos színnel jelölt tornatípusok között nincs teljes mértékű megfelelés.
| No. | Dátum              | Helyszín                                           | Borítás    | Ellenfél a döntőben  | Eredmény a döntőben    |
| 1.  | 2010. március 7.   | Monterrey Open, Monterrey                          | Kemény     | Daniela Hantuchová   | 1–6, 6–1, 6–0          |
| 2.  | 2010. augusztus 1. | Istanbul Cup, Isztambul                            | Kemény     | Jelena Vesznyina     | 5–7, 7–5, 6–4          |
| 3.  | 2011. március 6.   | Monterrey Open, Monterrey                          | Kemény     | Jelena Janković      | 2–6, 6–2, 6–3          |
| 4.  | 2013. április 7.   | Monterrey Open, Monterrey                          | Kemény     | Angelique Kerber     | 4–6, 6–2, 6–4          |
| 5.  | 2013. május 4.     | Estoril Open, Estoril                              | Salak      | Carla Suárez Navarro | 7–5, 6–2               |
| 6.  | 2014. február 2.   | Open GDF Suez, Párizs                              | Kemény (f) | Sara Errani          | 3–6, 6–2, 6–3          |
| 7.  | 2014. október 19.  | Kreml Kupa, Moszkva                                | Kemény (f) | Irina-Camelia Begu   | 6–4, 5–7, 6–1          |
| 8.  | 2015. október 18.  | Generali Ladies Linz, Linz                         | Kemény (f) | Anna-Lena Friedsam   | 6–4, 6–3               |
| 9.  | 2017. április 9.   | Monterrey Open, Monterrey                          | Kemény     | Angelique Kerber     | 6–4, 2–6, 6–1          |
| 10. | 2017. május 6.     | Grand Prix de SAR La Princesse Lalla Meryem, Rabat | Salak      | Francesca Schiavone  | 7–5, 7–5               |
| 11. | 2017. október 15.  | Hong Kong Open, Hongkong                           | Kemény     | Daria Gavrilova      | 5-7, 6-3, 7-6(3)       |
| 12. | 2018. május 26.    | Internationaux de Strasbourg, Strasbourg           | Salak      | Dominika Cibulková   | 6–7(5), 7–6(3), 7–6(6) |

#### Elveszített döntői (9)
| No. | Dátum                | Helyszín                                     | Borítás    | Ellenfél a döntőben  | Eredmény a döntőben |
| 1.  | 2012. augusztus 4.   | Citi Open, Washington, Egyesült Államok      | Kemény     | Magdaléna Rybáriková | 1–6, 1–6            |
| 2.  | 2013. január 5.      | Brisbane International, Brisbane, Ausztrália | Kemény     | Serena Williams      | 2–6, 1–6            |
| 3.  | 2013. szeptember 22. | KDB Korea Open, Szöul, Dél-Korea             | Kemény     | Agnieszka Radwańska  | 7–6(6), 3–6, 4–6    |
| 4.  | 2015. augusztus 9.   | Citi Open, Washington, Egyesült Államok      | Kemény     | Sloane Stephens      | 1–6, 2–6            |
| 5.  | 2015. október 24.    | Kreml Kupa, Moszkva, Oroszország             | Kemény (f) | Szvetlana Kuznyecova | 2–6, 1–6            |
| 6.  | 2017. szeptember 24. | Toray Pan Pacific Open, Tokió, Japán         | Kemény     | Caroline Wozniacki   | 0–6, 5–7            |
| 7.  | 2019. szeptember 22. | Toray Pan Pacific Open, Oszaka, Japán        | Kemény     | Ószaka Naomi         | 2–6, 3–6            |
| 8.  | 2019. október 20.    | Kreml Kupa, Moszkva, Oroszország             | Kemény (f) | Belinda Bencic       | 6–3, 1–6, 1–6       |
| 9.  | 2021. június 12.     | Roland Garros, Párizs, Franciaország         | Salak      | Barbora Krejčíková   | 1–6, 6–2, 4–6       |

### Páros

#### Győzelmei (6)
| Összesítés            |                              |
| Grand Slam-torna (0)  |                              |
| Premier Mandatory (1) | WTA 1000 (kötelező)* (0)     |
| Premier Five (0)      | WTA 1000 (nem kötelező)* (1) |
| Premier (2)           | WTA 500* (0)                 |
| International (2)     | WTA 250* (0)                 |

*2021-től megváltozott a tornák kategóriáinak elnevezése.
|    | Dátum            | Torna                                    | Borítás    | Partner                | Ellenfelek a döntőben                      | Eredmény a döntőben | Eredmény a döntőben |
| 1. | 2008. május 4.   | GP de SAR La Princesse Lalla Meryem, Fez | Salak      | Sorana Cîrstea         | Alisza Klejbanova Jekatyerina Makarova     | 6–2, 6–2            |                     |
| 2. | 2011. január 8.  | Brisbane International, Brisbane         | Kemény     | Alisza Klejbanova      | Klaudia Jans Alicja Rosolska               | 6–3, 7–5            |                     |
| 3. | 2012. április 8. | Family Circle Cup, Charleston            | Zöld salak | Lucie Šafářová         | Anabel Medina Garrigues Jaroszlava Svedova | 5–7, 6–4, [10–6]    | (részletek)         |
| 4. | 2013. május 11.  | Madrid Masters, Madrid                   | Salak      | Lucie Šafářová         | Cara Black Marina Eraković                 | 6–2, 6–4            |                     |
| 5. | 2017. január 13. | Apia International Sydney, Sydney        | Kemény     | Babos Tímea            | Szánija Mirza Barbora Strýcová             | 6–4, 6–4            |                     |
| 6. | 2022. május 15.  | Italian Open, Róma                       | Salak      | Veronyika Kugyermetova | Gabriela Dabrowski Giuliana Olmos          | 1–6, 6–4, [10–7]    |                     |

#### Elveszített döntői (4)
|    | Dátum             | Torna                                             | Borítás   | Partner          | Ellenfelek a döntőben           | Eredmény a döntőben |
| 1. | 2008. július 13.  | Internazionali Femminili di Palermo, Palermo      | Salak     | Alla Kudrjavceva | S. Errani N. Llagostera         | 6–2, 6–7(1), [4–10] |
| 2. | 2015. június 13.  | UNICEF Open, 's-Hertogenbosch, Hollandia          | Fű        | Jelena Janković  | Asia Muhammad Laura Siegemund   | 3–6, 5–7            |
| 3. | 2019. április 28. | Porsche Tennis Grand Prix, Stuttgart, Németország | Salak (f) | Lucie Šafářová   | Mona Barthel Anna-Lena Friedsam | 6–2, 3–6, [6–10]    |
| 4. | 2023. január 14.  | Adelaide International, Adelaide, Ausztrália      | Kemény    | Jelena Ribakina  | Luisa Stefani Taylor Townsend   | 5–7, 6–7(3)         |

## WTA 125K-döntői

### Egyéni

#### Elveszített döntői (1)
|    | Dátum            | Torna         | Borítás | Ellenfél a döntőben | Döntő eredménye | Döntő eredménye |
| 1. | 2023. július 16. | Contrexéville | Salak   | Arantxa Rus         | 3–6, 3–6        |                 |

## Eredményei Grand Slam-tornákon

### Egyéniben
| Grand Slam | Australian Open | Australian Open     | Roland Garros | Roland Garros      | Wimbledon   | Wimbledon        | US Open     | US Open             |
| Év         | Eredmény        | Utolsó ellenfél     | Eredmény      | Utolsó ellenfél    | Eredmény    | Utolsó ellenfél  | Eredmény    | Utolsó ellenfél     |
| 2007       | Selejtező       | Selejtező           | –             | –                  | 1. kör      | D. Hantuchová    | Selejtező   | Selejtező           |
| 2008       | Selejtező       | Selejtező           | 2. kör        | F. Pennetta        | 3. kör      | A. Radwańska     | 2. kör      | P. Schnyder         |
| 2009       | 1. kör          | T. Garbin           | 3. kör        | Gy. Szafina        | 2. kör      | R. Vinci         | 1. kör      | M. Oudin            |
| 2010       | 2. kör          | Sz. Kuznyecova      | 3. kör        | S. Williams        | 3. kör      | C. Wozniacki     | 4. kör      | F. Schiavone        |
| 2011       | 3. kör          | I. Benešová         | Negyeddöntő   | F. Schiavone       | 2. kör      | N. Petrova       | Negyeddöntő | S. Williams         |
| 2012       | 2. kör          | Vania King          | 3. kör        | K. Zakopalová      | 2. kör      | V. Lepchenko     | 2. kör      | Kristina Mladenovic |
| 2013       | 1. kör          | L. Curenko          | 2. kör        | P. Cetkovská       | 1. kör      | C. Pironkova     | 3. kör      | A. Radwańska        |
| 2014       | 3. kör          | A. Radwańska        | 2. kör        | K. Bertens         | 1. kör      | Alison Riske     | 2. kör      | Nicole Gibbs        |
| 2015       | 1. kör          | Y. Wickmayer        | 1. kör        | L. Šafářová        | 2. kör      | Alison Riske     | 2. kör      | A. Kontaveit        |
| 2016       | 1. kör          | Lauren Davis        | 3. kör        | Sz. Kuznyecova     | Negyeddöntő | Serena Williams  | 3. kör      | Karolína Plíšková   |
| 2017       | Negyeddöntő     | Venus Williams      | 2. kör        | V Cepede Royg      | 1. kör      | Arina Rodionova  | 1. kör      | Christina McHale    |
| 2018       | 2. kör          | Katerina Bondarenko | 2. kör        | Samantha Stosur    | 1. kör      | Hszie Su-vej     | 1. kör      | Rebecca Peterson    |
| 2019       | Negyeddöntő     | Danielle Collins    | 1. kör        | Mandy Minella      | 1. kör      | Belinda Bencic   | 2. kör      | Kiki Bertens        |
| 2020       | Negyeddöntő     | Garbiñe Muguruza    | 2. kör        | Kateřina Siniaková | elmaradt    | elmaradt         | –           | –                   |
| 2021       | 1. kör          | Ószaka Naomi        | Döntő         | Barbora Krejčíková | 3. kör      | Karolína Muchová | 4. kör      | Karolína Plíšková   |
| 2022       | 3. kör          | Sorana Cîrstea      | –             | –                  | –           | –                | –           | –                   |
| 2023       | 1. kör          | Camila Giorgi       | Negyeddöntő   | Karolína Muchová   | –           | –                | 2. kör      | Elina Szvitolina    |
| 2024       | 2. kör          | Paula Badosa        | 2. kör        | Ana Bogdan         | 2. kör      | Csu Lin          | 3. kör      | Iga Świątek         |
| 2025       | Negyeddöntő     | Arina Szabalenka    | 1. kör        | Cseng Csin-ven     | Negyeddöntő | Amanda Anisimova |             |                     |

### Párosban
| Grand Slam | Australian Open               | Australian Open                   | Roland Garros               | Roland Garros                         | Wimbledon                  | Wimbledon                              | US Open                     | US Open                                |
| Év         | Eredmény Partner              | Utolsó ellenfél                   | Eredmény Partner            | Utolsó ellenfél                       | Eredmény Partner           | Utolsó ellenfél                        | Eredmény Partner            | Utolsó ellenfél                        |
| 2008       | –                             | –                                 | –                           | –                                     | –                          | –                                      | 1. kör Anne Keothavong      | Lucie Šafářová Mara Santangelo         |
| 2009       | 1. kör Csan Jung-zsan         | Iveta Benešová Barbora Strýcová   | 3. kör Francesca Schiavone  | V Azaranka J Vesznyina                | 2. kör Francesca Schiavone | N Llagostera Vives MJ Martínez Sánchez | 1. kör Yanina Wickmayer     | N Llagostera Vives MJ Martínez Sánchez |
| 2010       | 1. kör Sorana Cîrstea         | M Kirilenko A Radwańska           | 1. kör Jill Craybas         | Alberta Brianti Alexandra Dulgheru    | 3. kör Dominika Cibulková  | S. Williams V. Williams                | 2. kör Dominika Cibulková   | Csan Jung-zsan Cseng Csie              |
| 2011       | 1. kör Dominika Cibulková     | Csan Jung-zsan A Radwańska        | 2. kör Jelena Janković      | Natalie Grandin Vladimíra Uhlířová    | 1. kör Jelena Janković     | Sabine Lisicki Samantha Stosur         | 2. kör V Zvonarjova         | M Kirilenko Nagyja Petrova             |
| 2012       | 1. kör A Medina Garrigues     | Liezel Huber Lisa Raymond         | 1. kör Lucie Šafářová       | Janette Husárová Christina McHale     | 1. kör Lucie Šafářová      | Flavia Pennetta Francesca Schiavone    | 1. kör Lucie Šafářová       | N Llagostera Vives MJ Martínez Sánchez |
| 2013       | Negyeddöntő Lucie Šafářová    | Ashleigh Barty Casey Dellacqua    | Negyeddöntő Lucie Šafářová  | Nagyja Petrova Katarina Srebotnik     | 1. kör Lucie Šafářová      | Aojama Suko Chanelle Scheepers         | 3. kör Lucie Šafářová       | Serena Williams Venus Williams         |
| 2014       | 1. kör V Zvonarjova           | Jelena Janković Karin Knapp       | 2. kör Sharon Fichman       | Jelena Janković A Klejbanova          | Negyeddöntő Lucie Šafářová | Andrea Hlaváčková Cseng Csie           | 2. kör Lucie Šafářová       | Martina Hingis Flavia Pennetta         |
| 2015       | 3. kör A Kudrjavceva          | R Kops-Jones Abigail Spears       | 2. kör A Kudrjavceva        | Belinda Bencic Kateřina Siniaková     | 2. kör A Kudrjavceva       | Cara Black Lisa Raymond                | Negyeddöntő A Kudrjavceva   | Casey Dellacqua J Svedova              |
| 2016       | 3. kör J Vesznyina            | Vania King A Kudrjavceva          | –                           | –                                     | –                          | –                                      | –                           | –                                      |
| 2017       | 3. kör Babos Tímea            | B Mattek-Sands Lucie Šafářová     | 3. kör Daria Gavrilova      | Ashleigh Barty Casey Dellacqua        | –                          | –                                      | 3. kör Kristina Mladenovic  | Csan Jung-zsan Martina Hingis          |
| 2018       | 1. kör Jeļena Ostapenko       | L Arruabarrena A Parra Santonja   | 2. kör Samantha Stosur      | A Sestini Hlaváčková Barbora Strýcová | 1. kör Samantha Stosur     | Nagyija Kicsenok Anastasia Rodionova   | Negyeddöntő A Sevastova     | Samantha Stosur Csang Suaj             |
| 2019       | 1. kör Anastasija Sevastova   | Han Hszin-jün Darija Jurak        | 1. kör Anastasija Sevastova | J Alekszandrova Vera Zvonarjova       | –                          | –                                      | 3. kör Anastasija Sevastova | Tuan Jing-jing Cseng Szaj-szaj         |
| 2020       | –                             | –                                 | 2. kör Kirsten Flipkens     | Marta Kosztyuk A Szasznovics          | elmaradt                   | elmaradt                               | –                           | –                                      |
| 2021       | 1. kör Anastasija Sevastova   | Hszü Ji-fan Jang Csao-hszüan      | Negyeddöntő Jelena Ribakina | Magda Linette Bernarda Pera           | 1. kör Jelena Ribakina     | V Kugyermetova Jelena Vesznyina        | –                           | –                                      |
| 2022       | –                             | –                                 | –                           | –                                     | –                          | –                                      | –                           | –                                      |
| 2023       | 3. kör Jelena Ribakina        | Aojama Súko Sibahara Ena          | –                           | –                                     | –                          | –                                      | 1. kör Anna Kalinszkaja     | Jennifer Brady Luisa Stefani           |
| 2024       | 2. kör Veronyika Kugyermetova | Gabriela Dabrowski Erin Routliffe | 1. kör J Alekszandrova      | Miriam Kolodziejová Anna Sisková      | –                          | –                                      | 3. kör Mirra Andrejeva      | Kristina Mladenovic Csang Suaj         |
| 2025       | –                             | –                                 | 2. kör Jelena Pridankina    | Asia Muhammad Demi Schuurs            |                            |                                        |                             |                                        |

## Pénzdíjai
| Év       | GS-győzelem | WTA-győzelem | Megnyert tornák | Pénzdíjazás (US $) | H.   |
| -------- | ----------- | ------------ | --------------- | ------------------ | ---- |
| 2008     | 0           | 0            | 0               | 196 023            | 90.  |
| 2009     | 0           | 0            | 0               | 498 107            | 41.  |
| 2010     | 0           | 2            | 2               | 671 044            | 28.  |
| 2011     | 0           | 1            | 1               | 916 239            | 19.  |
| 2012     | 0           | 0            | 0               | 483 390            | 40.  |
| 2013     | 0           | 2            | 2               | 930 910            | 27.  |
| 2014     | 0           | 2            | 2               | 865 828            | 30.  |
| 2015     | 0           | 1            | 1               | 754 972            | 41.  |
| 2016     | 0           | 0            | 0               | 1 059 972          | 31.  |
| 2017     | 0           | 3            | 3               | 1 419 052          | 26.  |
| 2018     | 0           | 1            | 1               | 790 572            | 49.  |
| 2019     | 0           | 0            | 0               | 1 023 739          | 43.  |
| 2020     | 0           | 0            | 0               | 557 714            | 36.  |
| 2021     | 0           | 0            | 0               | 1 730 375          | 14.  |
| 2022     | 0           | 0            | 0               | 265 441            | 155. |
| Karrier* | 0           | 12           | 12              | 12 346 349         | 43.  |

*2023. január 14-ei állapot.

## Év végi világranglista-helyezései
| Év     | 2005 | 2006 | 2007 | 2008 | 2009 | 2010 | 2011 | 2012 | 2013 | 2014 | 2015 | 2016 | 2017 | 2018 | 2019 | 2020 | 2021 | 2022 | 2023 | 2024 |
| Egyéni | –    | 402. | 285. | 42.  | 41.  | 21.  | 16.  | 36.  | 26.  | 25.  | 28.  | 28.  | 15.  | 42.  | 30.  | 38.  | 11.  | 367. | 59.  | 30.  |
| Páros  | –    | –    | –    | 85.  | 83.  | 76.  | 61.  | 60.  | 21.  | 33.  | 27.  | 98.  | 51.  | 55.  | 112. | 103. | 105. | 84.  | 82.  | 101. |